# Relations entre la France et Oman
Les relations diplomatiques entre la France et l'Oman désignent les relations bilatérales entre la République française, membre de l'Union européenne et le sultanat d'Oman ou les pouvoirs les précédant. Les deux pays ont eu des relations actives à partir du XVIIIe siècle, et ont rythmé les rivalités coloniales entre Français et Britanniques au sujet de Mascate.

## Histoire (1498-1920)

### Jusqu'à la Révolution française: premiers contacts (XVIe siècle-1794)

#### Premiers contacts européens avec Mascate (1498-1649)

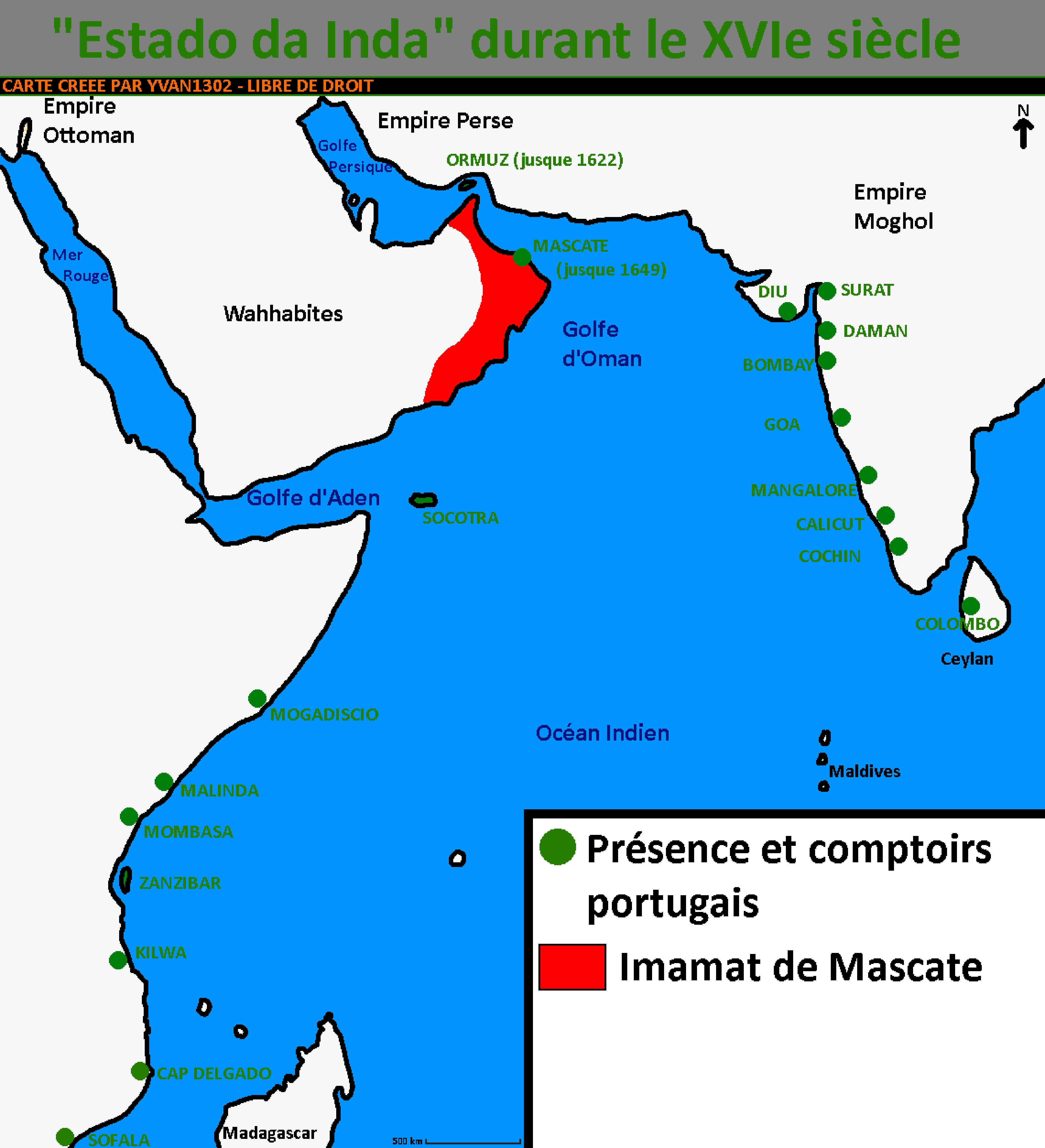
Empire colonial portugais durant le XVIe siècle par rapport à l'Imamat de Mascate

Les premiers contacts d'Européens avec Mascate remontent à la fin du XVe siècle, avec l'arrivée des Portugais, qui ont alors conquis une partie des côtes de l'Afrique Orientale où ils établissent des comptoirs, comme à Mombasa (visitée en 1498 par Vasco de Gama) ou à Zanzibar.
Constatant l'efficacité du port de Mascate, comme le dit Ahmad bin Majid : "à la croisée de différentes routes, sûr quel que soit le vent, possédant de l'eau douce et un peuple sociable qui aime les étrangers", les Portugais s'en emparent en 1507 afin de renforcer leur mainmise sur le commerce avec les Indes.
Dans le même temps, les Français tentent eux aussi de s'implanter par delà le cap de Bonne-Espérance, mais leurs tentatives n'ont pas fructifié : le Portugal conserve son hégémonie commerciale en Afrique Orientale. La plupart des expéditions rencontrent des difficultés à commercer avec les Indes, ce qui dissuade les armateurs d'y organiser des expéditions. L'exemple du navigateur Pirard est un exemple : parti en 1601, il ne regagne la France qu'en 1611.
L'imamat ne retrouve l'indépendance qu'en 1649, lorsque les Portugais sont chassés par une révolte locale à Mascate.

#### Sous le règne de Louis XIV (1649-1715)

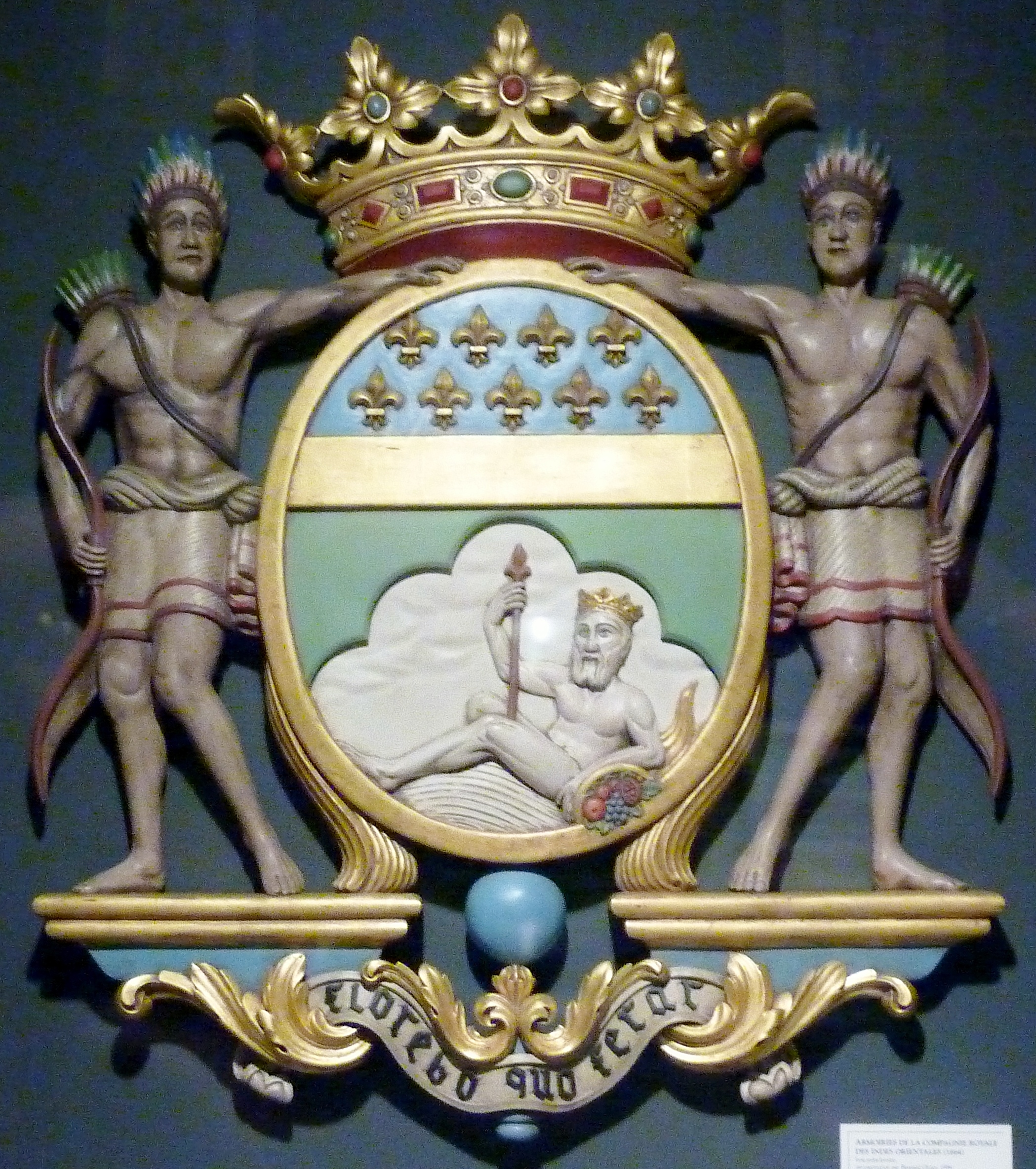
Armoiries de la Compagnie royale des Indes orientales

Si les Portugais puis les Anglais et Hollandais ont entamé des liaisons précoces avec Mascate, c'est parce qu'ils possédaient un certain nombre de comptoirs dans la région, que la France n'avait pas. En effet, la France ne s'implante dans les Mascareignes qu'à partir de 1665 à l'île Bourbon, puis en 1715 à l'Île de France, et en Inde qu'à partir de 1673, et n'entame alors qu'à partir de cette période des relations diplomatiques avec les États arabes et indiens, à travers la Compagnie françaises des Indes orientales,. Avant ces dates, la France n'avait qu'envoyé quelques corsaires en mer Rouge.

##### Possible intervention à Mascate

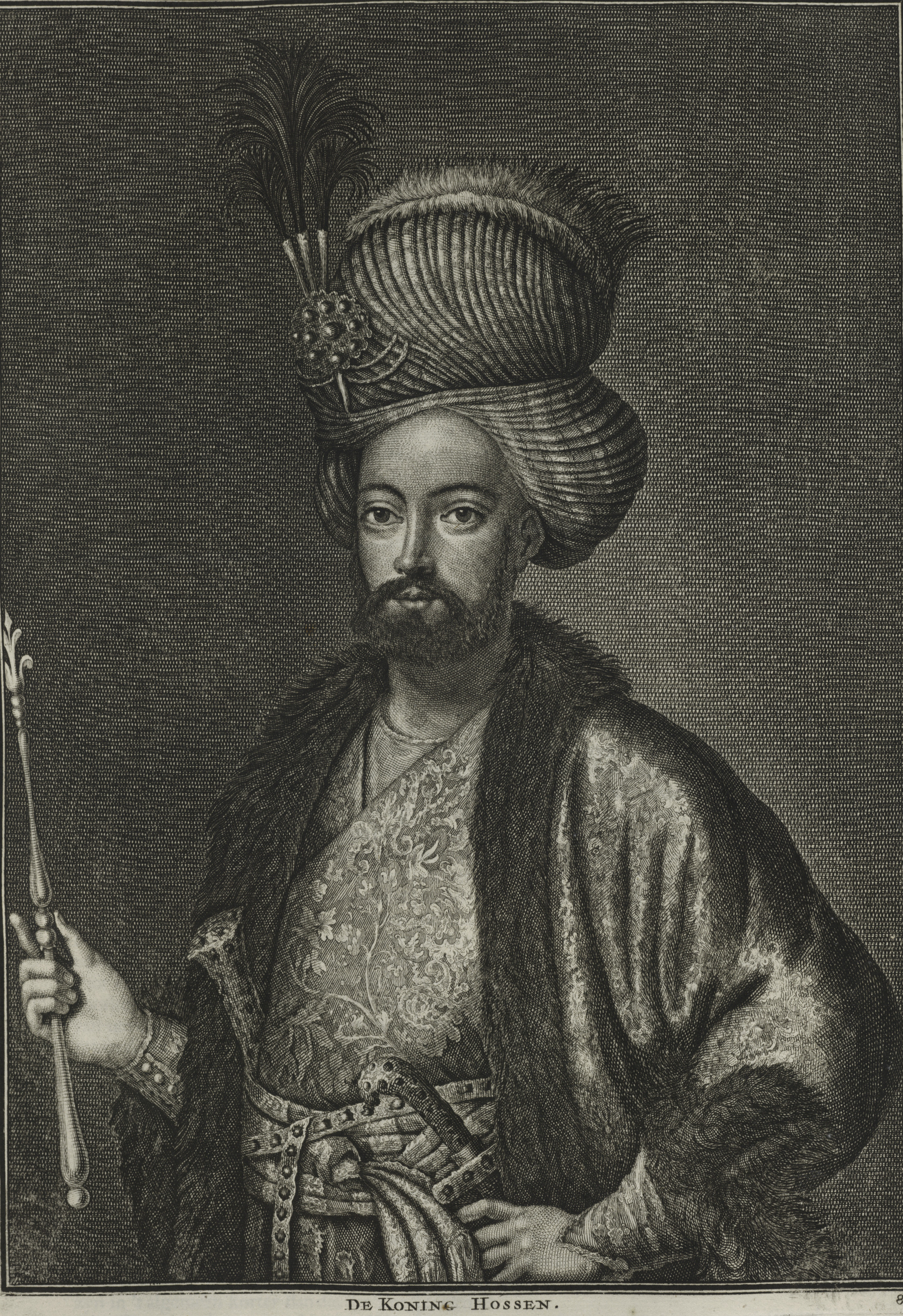
Shah Sultan Husayn

La France, financièrement exsangue, envisage dans le même temps une intervention face aux pirates de Mascate aux côtés de la Perse safavide, dans l'optique de s'implanter dans le marché persan tout en empêchant à la Perse de devoir se fier aux compagnies anglaises et hollandaises. Soltan Hossein, Shah séfévide, propose en ce sens un port sur la côte perse sur la route entre Bandar Abbas et Kong, ainsi que deux citadelles de Mascate : El Jelali et El Mirani, vers la mer. Jérôme de Pontchartrain, partisan de l'intervention, arrive à convaincre Louis XIV d'envoyer un négociant, Jean-Baptiste Fabre, ayant grandi en partie au sein de l'Empire ottoman, puis Pierre Victor Michel (le premier étant décédé), d'aller étudier le marché persan. Ce dernier signe en 1708 une convention commerciale avec le shah, dénoncé comme étant finalement peu avantageuse, d'autant plus que les marchands français étaient peu intéressés par la Perse. Cette convention ne parle cependant pas d'une possible intervention à Mascate, quand bien même Pierre Michel avait verbalement promis des vaisseaux, tandis que la deuxième convention signée en 1715 n'en parle pas non plus, bien que non ratifiée cette fois-ci par le Shah. Le projet capote définitivement après la prise d'Ispahan par les Afghans et la capture des ambassadeurs français, Ange de Gardanne et Étienne Padéry,.

#### De bonnes relations entachées par la capture de vaisseaux omanais (1715-1790)
Les relations franco-omanaises ne débutent réellement qu'à partir de l'établissement de routes commerciales entre l'Île de France (colonie établie en 1715) et Mascate, les premiers important du poisson séché, du café et des dattes, les seconds important du sucre. Les deux pays entretiennent alors de bonnes relations, les marins omanais jouissant d'un bon accueil dans les Mascareignes, les Français profitant des faveurs de l'imam de Mascate.

##### Première attaque sur le port de Mascate (1759)

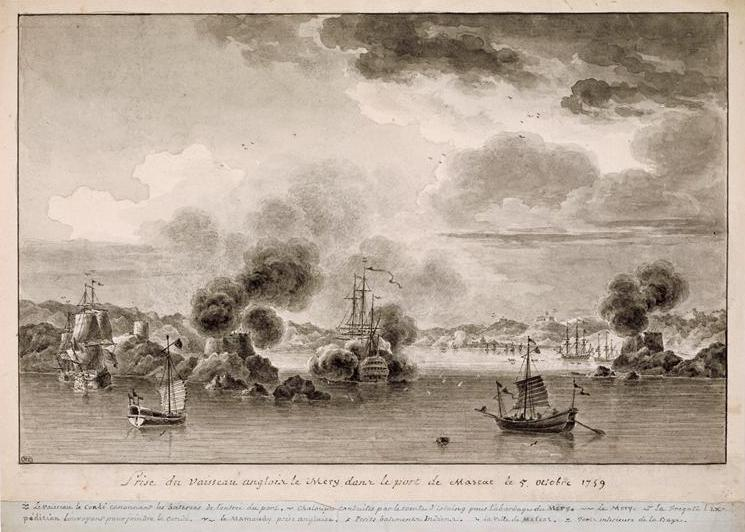
Prise du vaisseau le Mery dans le port de Mascate en octobre 1759

Le premier contact direct entre les deux puissance intervient en 1759, durant la guerre de Sept Ans, quand deux navires français, Le Condé et l'Expédition commandés par Charles Henri d'Estaing, investi d'une mission de corsaire, attaquent les bateaux battant pavillon de la Grande-Bretagne. Les Français détruisent alors le comptoir britannique, tout en s'emparant du Mery, navire d'un commerçant sujet de Sa Majesté, mais aussi le Mahmoudi, dont le propriétaire était omanais.
Cet évènement déclenche des protestations de la part d'Ahmed bin Sa'id, imam de Mascate, qui exige la restitution du Mahmoudi, mais fait face à l'intransigeance de d'Estaing. L'imam demande alors la restitution par l'intermédiaire du consulat de Bagdad, et la France restitua un navire, mais pas le Mahmoudi. C'est dans le même temps que le consul français de Bagdad fait part au gouvernement français des invitations de l'imam afin d'établir une représentation française à Mascate. La France, ayant identifié les avantages commerciaux à s'établir à Mascate nomme le vice-consul de Bagdad, Deval, pour être représentant consulaire auprès d'Ahmed bin Sa'id.

##### Conséquences de la défaite française lors de la guerre de Sept Ans (1763)
Néanmoins, selon Robert Oddos, ce n'est pas l'attaque du Merry et du Mahmoudi qui affecte les relations franco-omanaises, mais les conséquences territoriales de la guerre de Sept Ans. En effet, la France perd pratiquement tous ses comptoirs lors du traité de Paris, et n'en garde que cinq, donnant ainsi une primauté britannique sur le golfe Persique.

##### Deuxième attaque sur le port de Mascate: affaire duSalihi(1781-1790)
Alors que sévissait une guerre entre Français et Anglais dans le cadre de la guerre d'indépendance américaine, les Français débarquent en 1781 dans le port de Mascate, et, malgré le refus de l'imam, attaquent le Beglerbeg, navire anglais, tout en laissant les marins omanais de décharger sa cargaison. Ils rencontrent un peu après avoir quitté le port le Salihi, bateau appartenant à l'imam et chargé d'une cargaison importante d'un million et deux cent mille roupies, l'attaquent et revendent sa cargaison en Inde. Les Français estimaient que l'imamat d'Oman ne pouvait pas transporter d'aussi importantes cargaisons, et pensaient ainsi que c'était un bateau anglais camouflé.
Il faudra attendre 1790 pour voir l'affaire réglée par le don de l'Escurial en compensation à l'attaque, bien que le navire soit plus petit que l'était le Salihi. Cependant, cette affaire n'a pas trop atteint la confiance de l'imam Hamad envers la France, notamment grâce au comte de Souillac, gouverneur de l'ïle de France, et Jean-François Xavier Rousseau, consul à Bagdad, ayant réussi à préserver la faveur dont jouissait les Français.

##### Tentative d'établissement d'une représentation française à Mascate (1783-1794)

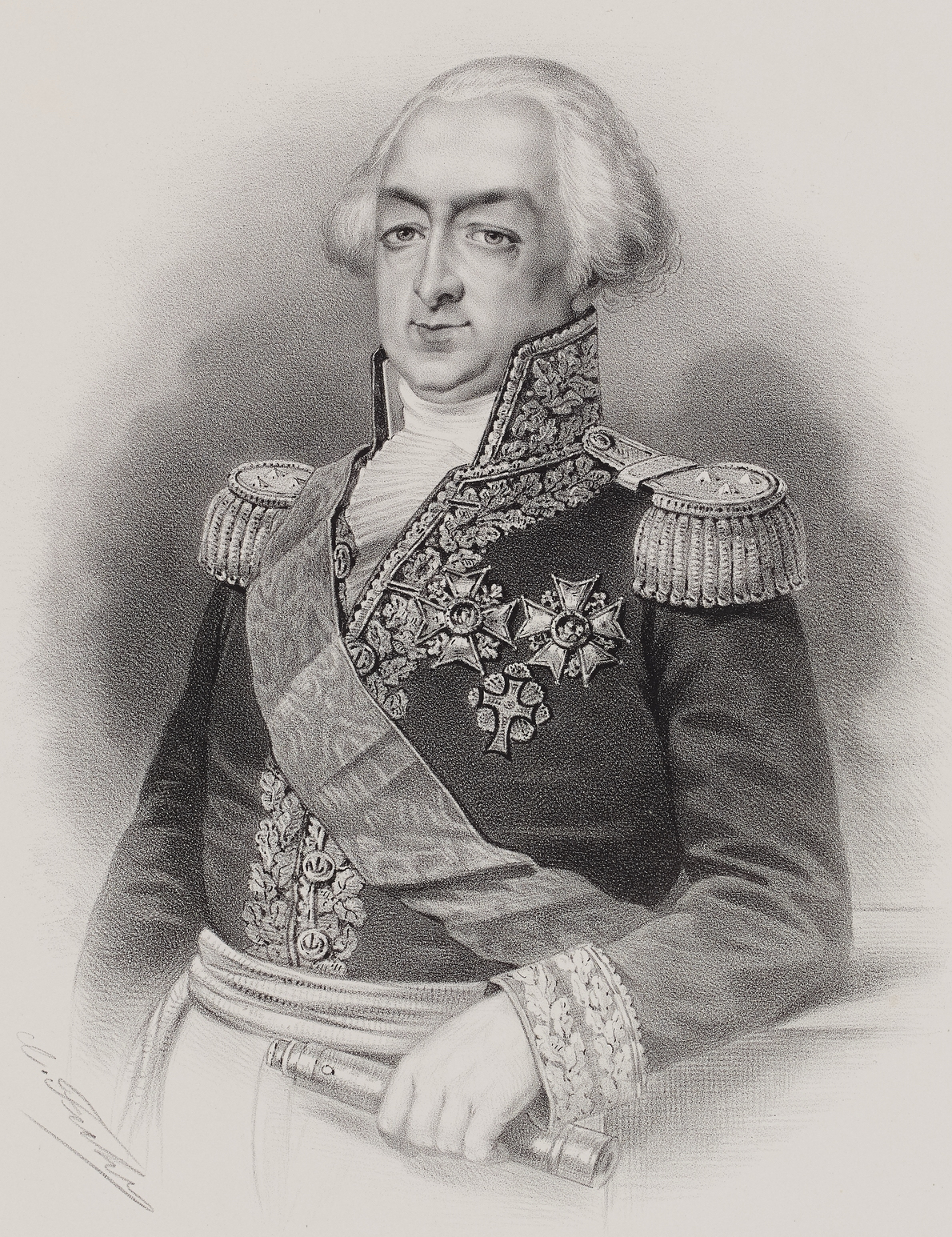
Comte de Rosily

Après le traité de Versailles de 1783 mettant fin à la révolution américaine, la France envoie le comte de Rosily dans l'optique, entre autres, de renouer le contact avec les pays qu'il rencontrait. Il arrive en ce sens le 23 août 1785 à Mascate, et négocie avec l'imam Hamad l'établissement d'un comptoir ainsi que d'un représentant français.
Néanmoins, malgré les demandes répétées à la fois du comte de Souillac et de Jean-François Rousseau, la France attend 1788 afin de donner une réponse à priori positive mais sans approbation du roi, ce qui empêche la mise en place effective de la représentation, d'autant plus qu'à cette époque l'affaire du Salihi n'était pas encore traitée.
La Révolution française va cependant empêcher Paris de consacrer plus de temps à l'affaire omanaise, empêtrée dans ses affaires intérieures, malgré le don d'une maison où établir un consulat. Les guerres révolutionnaires éclatant en 1793, les corsaires français reprennent du service dans l'océan Indien, attaquant dans le même temps certains bateaux omanais, forçant Sultan ibn Ahmed, ayant pourtant accédé au trône grâce à des marins français en 1792, à stopper les exportations de blé vers l'ïle de France.

### De la Révolution française au partage de l'Empire omanais (1794-1856)

#### Échec de la mise en place d'un consulat sous la Révolution (1794-1798)
La France ayant retrouvé une certaine stabilité en 1794 (bien que toute relative), Desroches, délégué français à Constantinople, et Rousseau cherchent à convaincre le pouvoir central de créer un consulat à Mascate. Le gouvernement approuve en 1795 la création d'un consulat et y nomme Joseph de Beauchamp, séduit par les perspectives commerciales de l'imamat, souhaitant d'une part commercer avec la Perse et l'Arabie, mais aussi assurer suffisamment de céréales pour les Mascareignes, tout en réfléchissant à s'implanter à Madagascar.
Les Français jouissent toujours de la faveur de l'imam, qui les accueillent avec joie et bienveillance, là où les Britanniques sont reçus avec dédain et mépris. Cependant, ces derniers apprennent la mission de Beauchamp. Se sentant menacés, parce que la France pouvait ainsi directement menacer les Indes britanniques mais pouvaient aussi contrôler une partie du commerce du golfe Persique, les Anglais font pression sur Sultan ibn Ahmed afin qu'il livre Beauchamp aussitôt qu'il aura posé un pied sur Mascate. Ils lui menacent notamment de couper les ports indiens aux bâtiments omanais.
Chargé d'une mission scientifique, Beauchamp cartographie avec succès les côtes de la mer Noire jusqu'à Trébizonde, mais apprend grâce à Rousseau qu'il ne pouvait se rendre en Oman, sous peine d'être aussitôt arrêté par l'imam. Notons également que l'éphémère consul faisait face à une pénurie d'interprète, les cadeaux destinés à l'imam ont été offerts par erreur au roi de Prusse, tandis que ses compagnons, dont son frère, Charles, sont morts de la peste à Alep en 1798. Il ne vient donc jamais à Mascate.

#### Des conventions anglo-omanaises, mais une préférence du sultan envers les Français (1798-1800)

##### Le Sultanat dans le projet des Indes de Bonaparte (1798)
Jusque là, l'Empire britannique s'était contenté de commercer avec l'Oman en n'ingérant que peu dans ses affaires intérieures. Cependant, les Britanniques réagissent assez violemment à une lettre amicale de Napoléon Bonaparte destinée à l'imam. Le général français, venant de débarquer en Égypte, établit alors des contacts avec les Qadjar et l'Oman dans l'optique de marcher à terme sur les Indes.

##### Réaction britannique: expulsion progressive des Français de Mascate (1798-1800)
Le Royaume-Uni dépêche, en septembre 1798, Mehdi Ali Khan afin qu'il force le sultan à expulser à la fois les Français mais aussi les Européens en général. Le sultan et l'envoyé anglais signent une convention le 12 octobre 1798, établissant un traité d'amitié entre le sultanat d'Oman et le "gouvernement de Bombay", autorisant les Britanniques à établir un comptoir à Bandar Abbas tout en empêchant les Français et les Hollandais de faire de même, ainsi qu'une aide militaire en cas de guerre franco-britannique.
La convention mentionnait également l'ordre pour le sultan d'écarter Morier, Français, son médecin mais aussi conseiller, mais sultan ibn Ahmed gardait toujours auprès de lui plusieurs dizaines de Français, ce qui ne manque de frustrer Bombay. En réaction, celle-ci demande au capitaine Dobinson d'aller à la rencontre du sultan et d'exiger qu'il lui livre les Français. Néanmoins, le capitaine fait face à un refus, alors que quelques jours auparavant, le sultan lui même avait assuré à un autre envoyé anglais qu'il considérait tous Français comme ennemi.
Malgré tout, le sultan avait une préférence certaine envers les Français, que l'on peut illustrer par une interprétation très stricte de la convention de 1798, lorsque Mascate a ravitaillé un bateau français ayant pourtant attaqué le Pearl, navire britannique. Pour pallier cela, le Royaume-Uni envoie John Malcolm en 1799 afin qu'il renforce la convention. Usant notamment la menace que l'économie omanaise serait paralysée en cas de conflit avec les Indes, Malcolm obtient le 18 janvier 1800 une nouvelle convention réaffirmant les clauses de 1798, mais obligeant le sultan à nommer un représentant anglais auprès de lui, tout en lui rappelant qu'il devait exclure les derniers Français à son service.

##### Le retour en grâce des Français en Oman avant de complètement sombrer (1800-1814)

###### Un agacement du sultan face au double-jeu anglais
Au tout début du XIXe siècle, sultan ibn Ahmed voyait son pouvoir menacé par les wahhabites du Nejd, dont les incursions étaient de plus en plus insistantes. Le gouverneur de l'ïle de France, François-Louis Magalon, renvoie dans le même temps trois bâtiments omanais capturés par des corsaires, l'Ahmadia, le Mustapha et le Philadem au sultan, et l'escorte français les accompagnant aide le pouvoir omanais à se débarrasser des wahhabites, alors que les Anglais ménageaient afin d'assurer la sécurité de leur courrier, quitte à abandonner le sultan, alors que l'Empire britannique était de facto protecteur d'Oman.

###### Nouvelle tentative de création d'un consulat: l'épopée de Cavaignac (1802-1803)

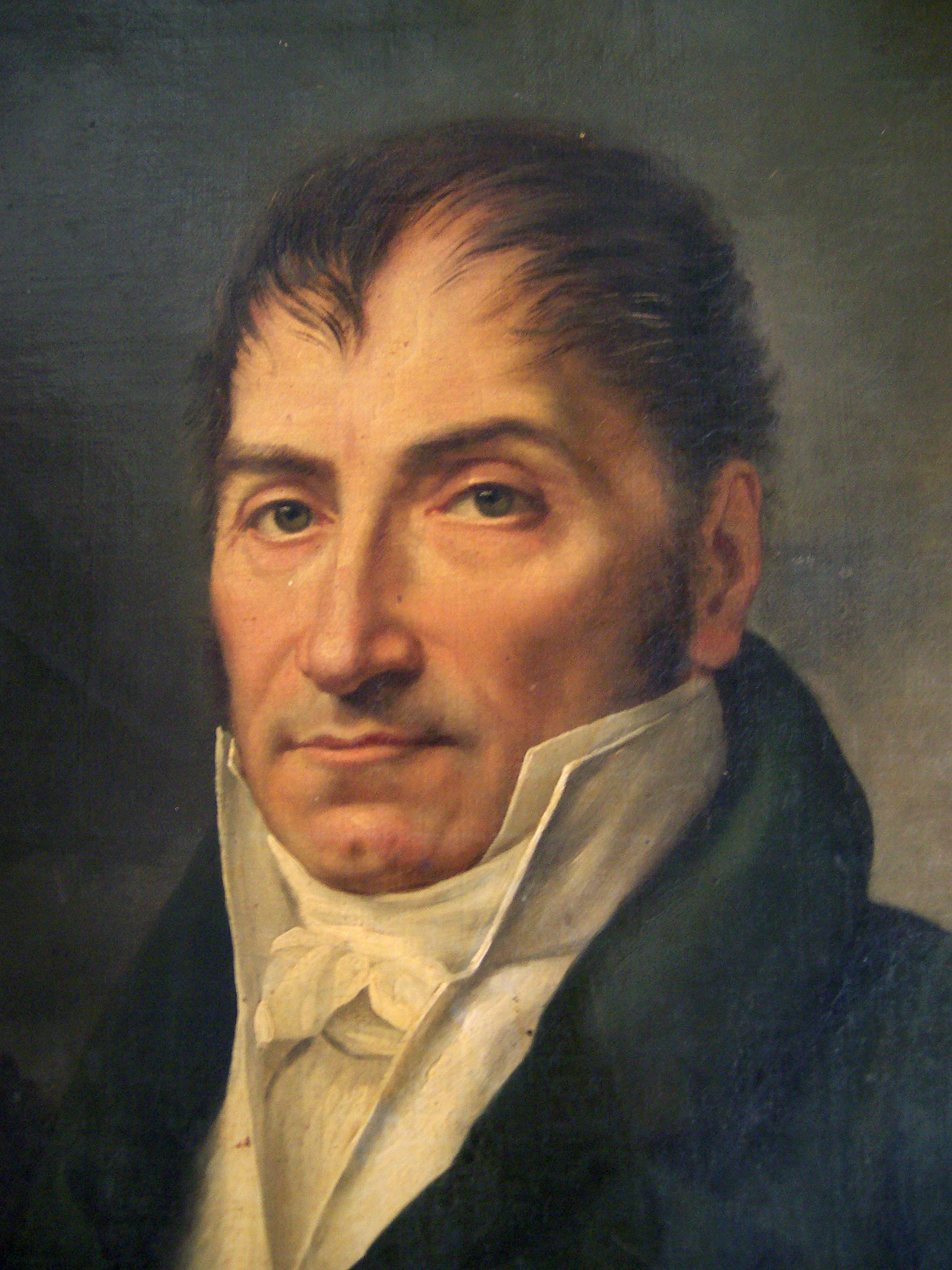
Jean-Baptiste Cavaignac

Après la paix de 1802 entre la France et le Royaume-Uni, Napoléon cherche à rétablir des liens avec les pays d'Orient, dans une volonté de se renseigner au sujet des Indes, et nomme Jean-Baptiste Cavaignac, ancien député de la Convention nationale. De leur côté, malgré l'agacement des Britanniques qui se méfient toujours des intentions du sultan, ce dernier cherche à renouer des relations amicales avec la France.
Malgré la reprise de la guerre en 1803, Cavaignac est bel et bien envoyé à Mascate en octobre de la même année, mais fait face à une méfiance de l'administration omanaise, craignant la puissance anglaise, qui temporise, jusqu'à ce que Cavaignac parte de lui même de Mascate. Ce revers pour la France satisfait grandement les Britanniques, qui rappellent tout de même les conséquences pour Mascate s'il venait à accueillir un représentant français. Selon Robert Oddos, cet échec s'explique par une approche trop ouverte de la part de Napoléon, mais aussi par la personnalité de Cavaignac, ayant exagéré l'importance de sa mission, tout en n'ayant que des connaissances minimes de la région.

###### Affrontement anglo-français proche des eaux omanaises
La guerre entre Français et Britanniques sévissant en Europe, les corsaires français reprennent alors du service dans l'océan Indien et dans le golfe d'Oman, chassant les bâtiments anglais, tout particulièrement pour intercepter les correspondances britanniques. Le Sultanat tente de toujours de ménager tant ses alliés britanniques, quitte à faire du zèle, mécontentant Bombay. La réaction des Indes crispe cependant les envoyés du sultan, surpris que les Anglais blâment plutôt que félicitent les actes du sultan.
Un corsaire français, le Vigilant, dégrade les relations franco-omanaises, puisque le Sultanat permet aux Britanniques de s'emparer du corsaire dans le port de Mascate en juillet 1807. En réaction, les navires français pillent des bateaux marchands omanais près de Ceylan. Le sultan écrit alors au gouverneur de Bombay, en lui demandant la rétrocession du Vigilant ainsi qu'une escorte britannique pour les navires marchands omanais, auquel cas il serait obligé de rétablir de bonnes relations avec la France.

###### Réactivation de la politique impériale française indienne (1805-1807)
La France impériale, mise en difficulté par les Anglais, cherche de nouveau à atteindre les Indes, et prend alors contact en Perse et en Oman afin de réaliser ce projet, en demandant notamment aux Perses un lieu d'escale à Gomrom ou à Bandar Abbas. Les Perses, alors en guerre contre l'Empire russe au sujet de la Géorgie, n'obtient pas l'aide des Anglais, alliés aux Russes contre Napoléon. De ce fait, Fath Ali Chah Qadjar cherche à nouer une alliance avec la France pour contrer les Russes, et les deux camps signent le traité de Fickenstein en mars 1807, mentionnant une aide impériale en Géorgie contre une aide persane afin de mettre en place une offensive contre les Indes.
Ce projet de grande alliance des Indes s'observe également par des contacts avec la Sublime Porte, avec le pacha de Bagdad, mais aussi avec le sultanat d'Oman, qui ne débouche cependant qu'avec un traité de paix "perpétuel et inviolable", ainsi qu'une garantie qu'un représentant français serait accueilli avec les honneurs dû à son rang (même si Sayyid Mejjid, représentant du sultan, demande et obtient à ce que cette clause ne soit applicable qu'en temps de paix entre Français et Britanniques), en juin 1807. La politique orientale napoléonienne prend cependant fin prématurément avec la paix de Tilsitt, mettant fin aux hostilités avec la Russie et abandonnant de facto la Perse, qui rompt son alliance avec l'Empire Français.

###### Élimination de la France dans l'océan Indien (1807-1814)
L'échec de l'alliance avec la Perse entraîne le retour en grâce des Anglais auprès du Shah, tandis qu'à partir de 1809 et l'aide anglaise au sultan omanais, faisant face à des raids des Wahhabites, entraîne une amitié entre le nouveau sultan, Sayd le Grand, et les Britanniques. Dans le même temps, les corsaires français dans l'océan Indien faiblissent, et le dernier est aperçu durant l'été 1809, tandis qu'en décembre 1810, Decaen doit céder l'ïle de France : la France est éliminée de l'océan Indien.

#### Retour progressif de la France (1814-1839)

##### De nouveau une accroche territoriale, accentuée par le déplacement de la capitale omanaise

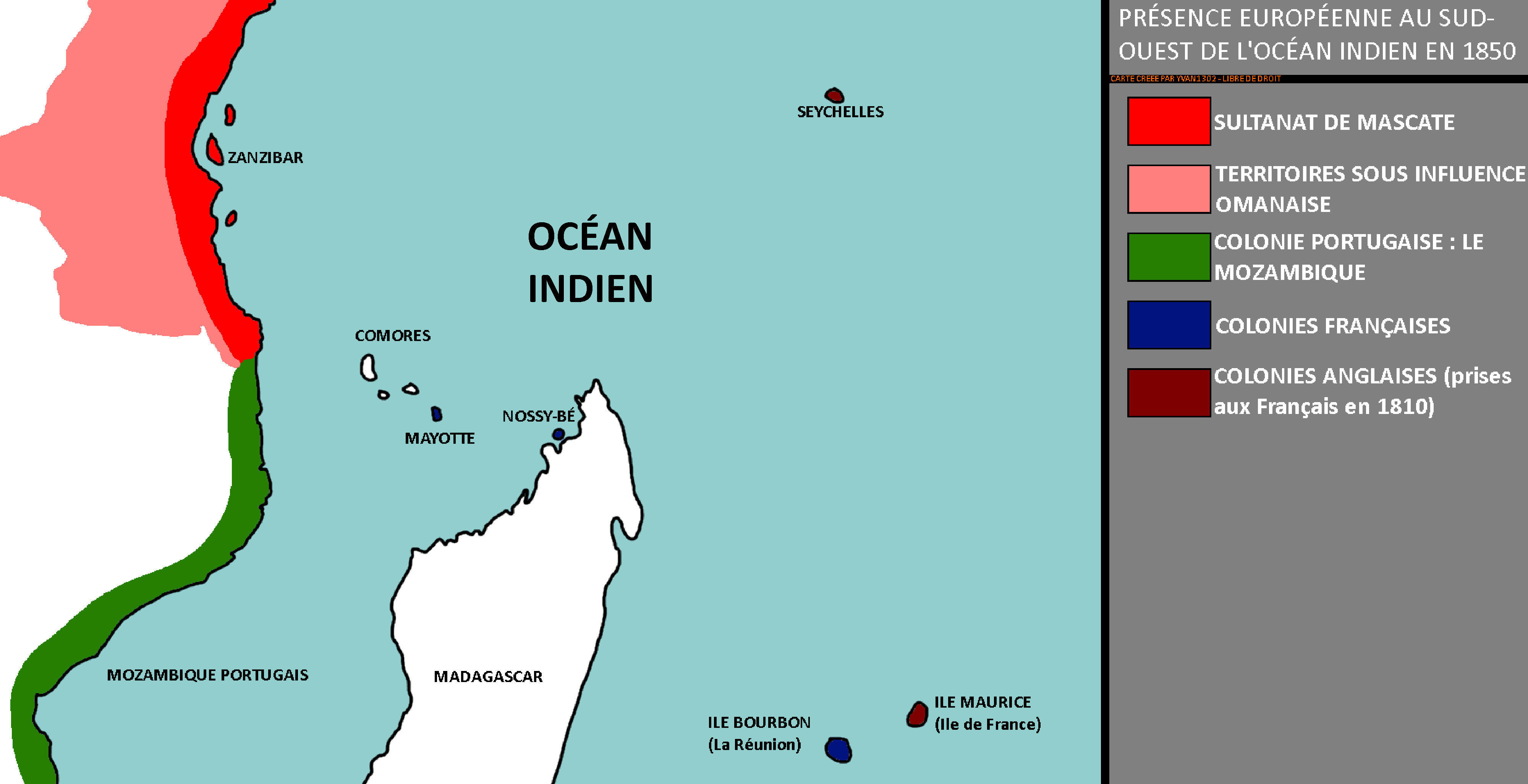
Sud-Ouest de l'Océan Indien en 1850

Les guerres napoléoniennes ayant pris fin, le congrès de Vienne rend à la France l'île Bourbon, point de départ d'un renouveau territorial dans l'océan Indien. En effet, elle s'établit de force à Madagascar en 1820, avant d'occuper Nossi-Bé puis Mayotte à partir de 1840. Le rapprochement des deux États s'explique aussi par la décision le sultan de déplacer sa capitale à Zanzibar.

#### Reprise progressive des échanges commerciaux et diplomatiques (1822-1827)
Inquiet des manœuvres françaises visant à aider le sultan de Kilwa à prendre Zanzibar, Saïd ibn Sultan envoie son frère en 1822 à la Réunion afin de discuter relations commerciales. La France, cherchant à développer ses relations commerciales avec l'Oman, renonce à l'aide accordée à Kilwa.
À partir du 1827 et d'une missive du sultan, les relations commerciales se renforcent entre l'île et le sultanat d'Oman, notamment par l'intermédiaire du Saki, faisant la navette chaque année. En réaction, Christophe de Chabrol de Crouzol, ministre français des colonies, baisse les taxes d'exportations pour les navires omanais.

##### Énièmes tentatives d'établissement de consulat (1839-1844)

###### La première aventure de Noël (1839-1840)

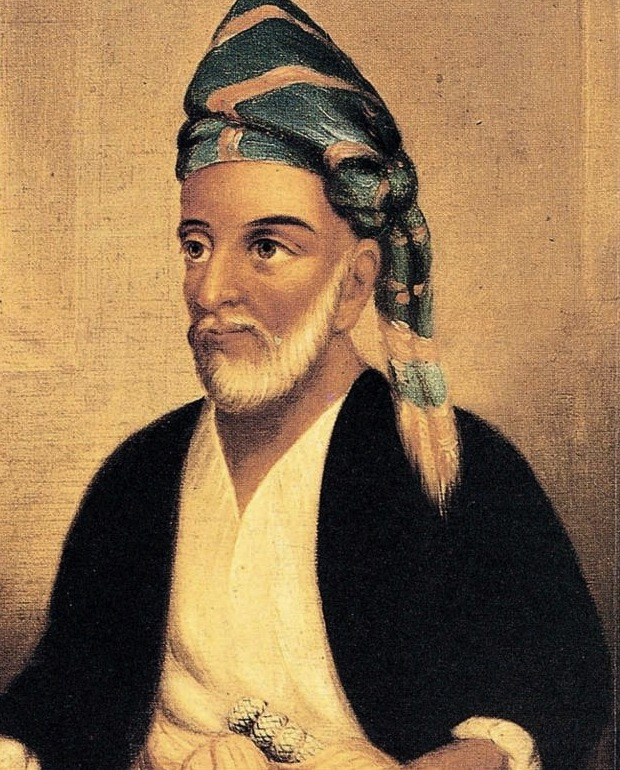
Said ibn Sultan "le Grand"

La France, souhaitant de plus en plus un rapprochement entre la Réunion et le Sultanat, nomme en 1839 Said bin Khalfan (ancien proche de l'imam) délégué consulaire français à Mascate, et Noël comme consul français à Zanzibar. Le sultan, bien que voulant se rapprocher des Français, s'en méfient, de peur qu'ils ne menacent son commerce ou ses possessions en Afrique Orientale. En ce sens, il informe les Britanniques des volontés françaises, et leur demande la conduite à tenir face aux Français. Naturellement, les Anglais lui conseillent de ne pas conclure de convention avec les Français, en vertu de la convention anglo-omanaise de 1798.
Quand le consul Noël arrive à Zanzibar en juin 1840, en l'absence de l'imam (se trouvant à Mascate), son fils refuse d'accueillir le représentant français, qui vogue donc vers Mascate. Said II ne les reçoit cependant pas, suivant les conseils britanniques, et les Français quittent Mascate à peine un mois après être arrivé, en août 1840. En réaction, les Français s'emparent de Nossi-Bé en 1840, malgré les protestations anglaises, omanais et des Sakalaves. Selon Robert Oddos, le sultan aurait refusé de recevoir Noël en l'absence de documents signés par le roi.

###### Traité d'amitié et de commerce de 1844
À la suite de divers incidents entre Français et Omanais, la France cherche de nouveau à se rapprocher du sultanat d'Oman, en sollicitant notamment auprès du sultan une alliance offensive, refusée par le monarque, ayant peur des retours britanniques, bien que le Royaume-Uni ait indiqué qu'il "n'avait pas à intervenir sur cette question", la paix régnant entre les deux puissances européennes.

C'est en cens que le capitaine Romain Desfossés, avec trois vaisseaux, débarque à Zanzibar en novembre 1844, où est signé un traité d'amitié et de commerce.
Ce traité est indéniablement avantageux pour la France, qui est désignée comme étant la "nation favorisée" du sultanat de Mascate, mais obtient aussi des privilèges importants pour ses ressortissants (droit d'acheter, de vendre etc.), ainsi qu'un abaissement des droits de douane, réduit à 5% de taxes ou à 1/20 de la marchandise.
La France et le sultanat d'Oman s'étend échanger le droit de nommer consuls et représentants, la France arrive enfin à nommer un représentant auprès du sultan à partir de 1844, en la personne du capitaine Broquant.

##### Renforcement des échanges franco-omanais, encouragés par l'absence de rivalité coloniale (1844-1856)
Après la signature du traité de 1844, les relations commerciales se développent entre l'Empire omanais et la France. Le symbole de ces relations amicales est donné par la Caroline, arrivant à Marseille en 1849. Les Français baissent alors les droits au minimum afin que les Omanais y tirent le plus de profits, tandis que l'émissaire omanais, Hajji Darwich, que la Caroline transportait est reçu par Louis-Napoléon Bonaparte, alors président de la République, s'ensuivit un échange de cadeaux.

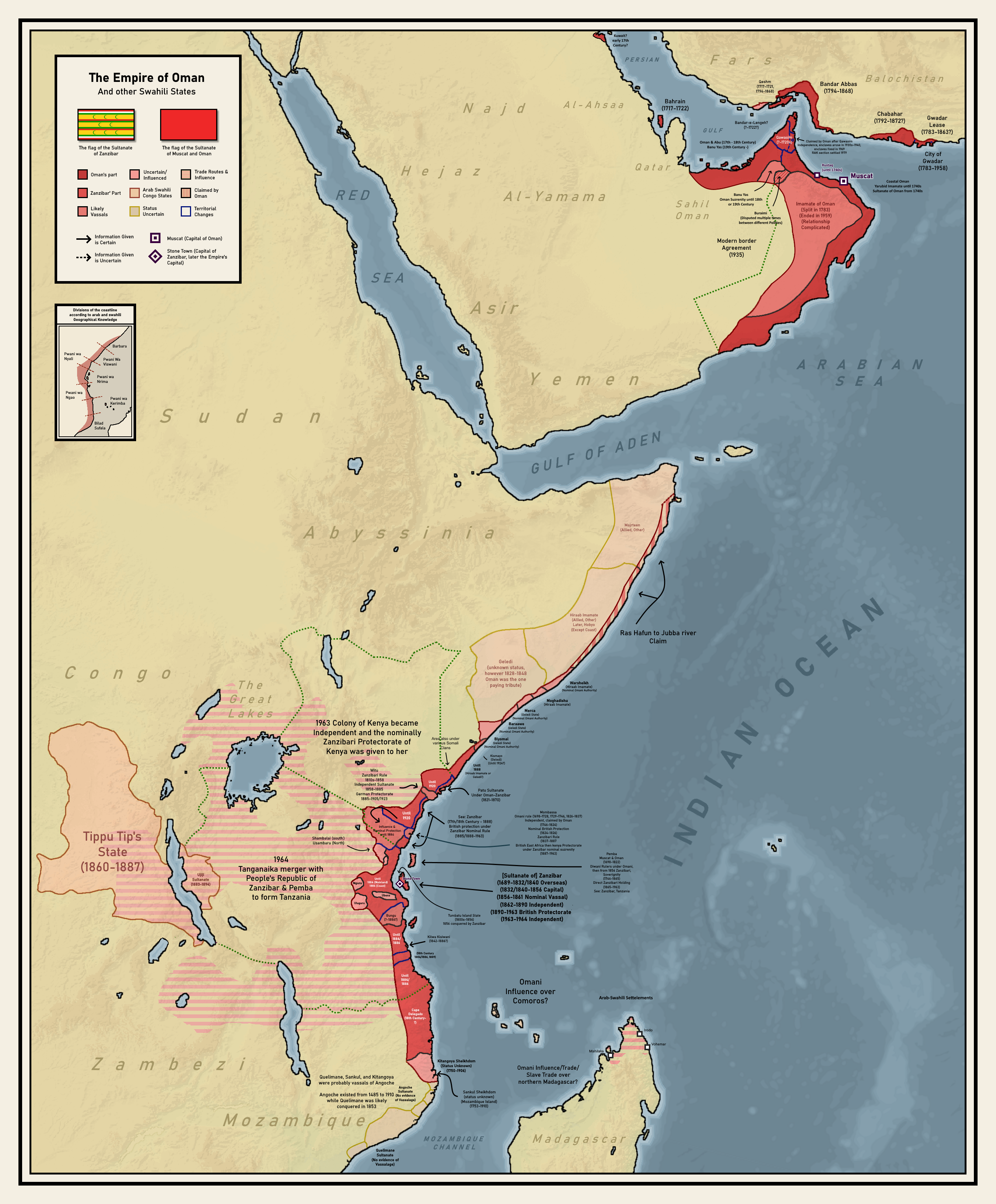
Empire omanais en 1856

Dans le même temps, des échanges à caractère scientifiques et artistiques s'accroissent, profitant de l'absence de rivalité coloniale : Pierre Aucher-Eloy, botaniste français, parcourant et étudiant les territoires d'Oman ; Charles Guillain laissant derrière lui un volume comportant diverses illustrations.

### Rivalités coloniales franco-britanniques (1856-1905)

#### Partage de l'Empire omanais et recul français au profit de la Grande-Bretagne
Sayyid Said, régnant et gouvernant sur l'Oman depuis le début du siècle, meurt en octobre 1856 alors qu'il voguait vers Zanzibar. Son décès cause une lutte entre ses fils afin de s'emparer du pouvoir : Sayyid Mejid s'empare du pouvoir à Zanzibar, tandis que Thuwayni prend le pouvoir en Oman et à Mascate. Prenant les devants de la France, le Royaume-Uni s'interpose et cherche à découper l'Empire omanais à son profit, en séparant sa partie africaine (Zanzibar) et asiatique (Mascate), dans l'optique à terme d'imposer un protectorat sur le sultanat de Zanzibar. C'est chose faite en 1862, malgré une convention signée en mars de la même année, garantissant l'indépendance des deux États. La France obtient en contrepartie le droit d'imposer un protectorat sur Madagascar.
Dans le même temps, le Royaume-Uni cherche à rendre dépendant Mascate en obligeant lors du traité de 1861 le sultan de Zanzibar à donner un tribut à Mascate. Cette dernière, ayant perdu sa province la plus riche, en devient dépendant. C'est ainsi qu'en 1871, le Royaume-Uni prend en charge ce subside, offrant ainsi aux Britanniques un nouveau moyen de pression, sans compter que le commerce omanais dépendait presque exclusivement des Indes.

#### Les Britanniques verrouillent le Moyen-Orient

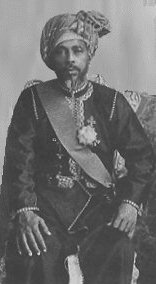
Faïsal ibn Turki, sultan de 1888 à 1913

Au début des années 1890, l'influence britannique instaurée au Moyen-Orient, plus fragile qu'elle ne paraissait, doit faire face à l'Empire russe, qui affronte le Royaume-Uni dans le cadre du Grand Jeu, tandis que l'Allemagne et la France surveillent de près la situation au Moyen-Orient.
En réaction, les Britanniques signent un accord secret avec Faisal ibn Turki, instaurant de facto un protectorat britannique sur le Sultanat, malgré les protestations françaises (cet accord violant la convention de 1862), la France étant déjà agacée par l'ingérence britannique dans les querelles de successions à Mascate. Dans le même temps, les Anglais verrouillent le commerce au Moyen-Orient, en faisant signer aux cheiks des émirats de la Trêve des accords empêchant la tenue d'accords avec d'autres pays européens que la Grande-Bretagne.

#### Un nouveau consul français aux commandes: Paul Ottavi (1895-1901)
La France, acculée par les Britanniques, ne perd pas espoir et nomme Paul Ottavi vice-consul français à Mascate. L'homme, parlant couramment l'arabe, disposait de nombreux contacts, jouissait de talents diplomatiques et avait rédigé un mémoire portant sur les enjeux franco-britanniques à Mascate. En février 1895, Ottavi rencontre le sultan, qui se plaint de l'extraordinaire influence britannique dans le Sultanat, et perd dans le même temps sa confiance envers Londres, ne l'ayant pas soutenu contre des attaques sur Mascate, et demandant des compensations financières pour les marchands indiens. L'arrivée d'une frégate française à Mascate peu après l'incident ravive les espoirs de Faisal ibn Turki, qui espérait compter sur l'aide financière et militaire française. Le nouveau consul permet à la France de retrouver une certaine influence au Moyen-Orient et tout spécialement auprès du sultan de Mascate, à tel point que les Omanais appréciaient beaucoup les Français, et cherchaient à être sous leur protection. En 1896, le sultan lui offre une maison faisant office de résidence et représentation,.

#### Affaire du dépôt de charbon: un "mini Fachoda" (1898-1899)

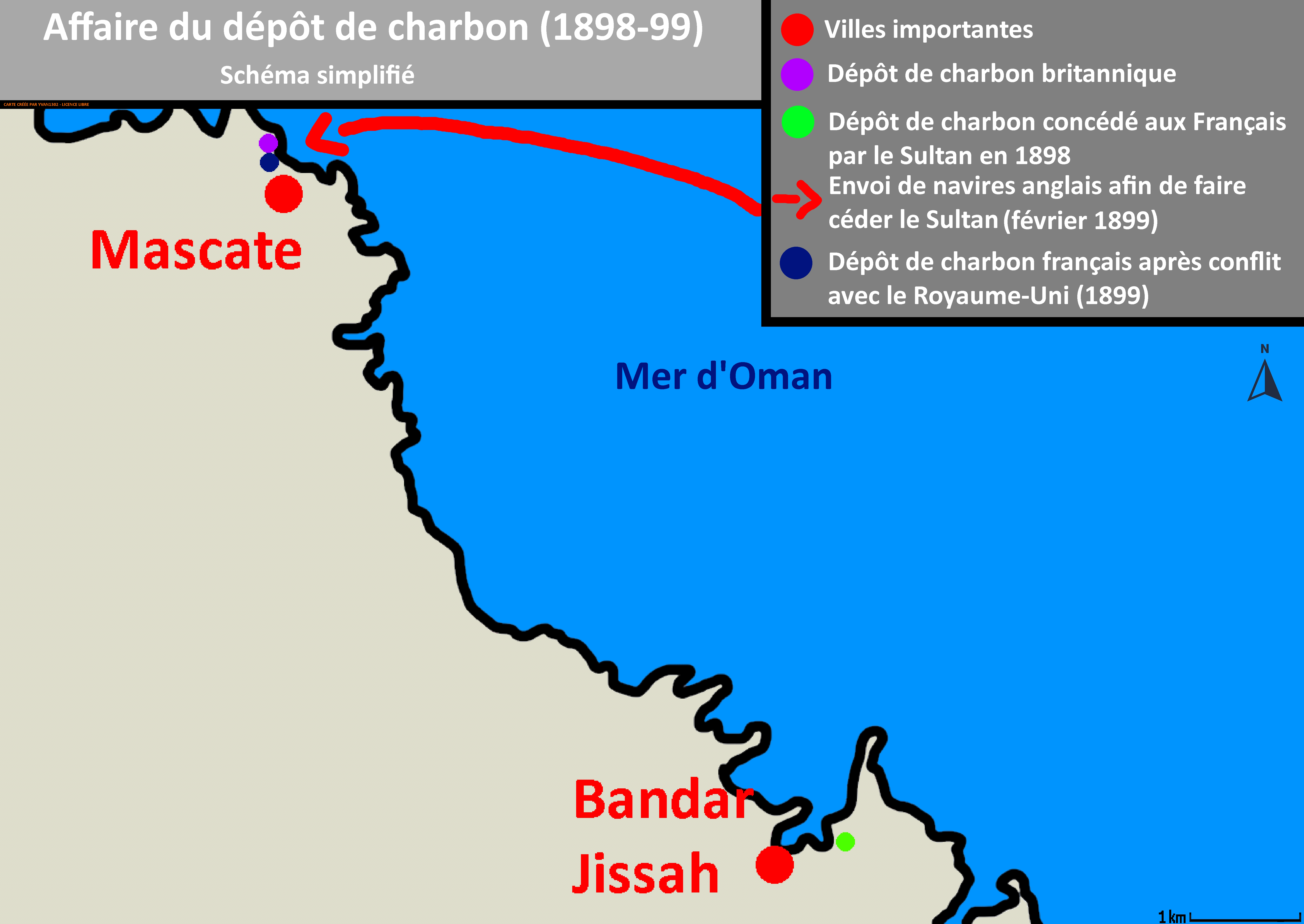
Affaire du dépôt de charbon (1898-1899)

Depuis longtemps, les Français cherchaient à installer un dépôt de charbon pour ses navires sur les territoires de l'imamat : le ministère de la Marine avait rédigé une note en 1844 indiquant à Romain Desfossés qu'établir un dépôt de charbon sur les terres du sultan serait "bon". Ce "mini Fachoda" (Fachoda dans ce sens évoque la crise diplomatique franco-britannique au Soudan), tel est le terme que Guillemette Crouzet emploie, commence en novembre 1898, lorsque le Journal des Débats annonce que le sultan de Mascate a concédé à la France un dépôt de charbon à Bandar Jissah, au sud de Mascate.
On ne sait néanmoins pas exactement qui a diligenté ce projet. Selon le Foreign Office, il s'agirait d'une manœuvre d'Ottavi ; selon Lucien Laronce, successeur de Paul Ottavi, ce serait le sultan qui aurait proposé ce dépôt. Quoi qu'il en soit, ce dépôt peut être profitable aux Français, eux qui avaient souffert de l'absence de dépôt de charbon lors de la guerre du Tonkin en 1884.
Sous l'impulsion de lord Curzon, défendant une politique agressive, les Anglais adressent un ultimatum à Faïsal en février 1899, en dépêchant des vaisseaux dans le port de Mascate, prêt à bombarder son palais. Faisal cède rapidement et retire la concession aux Français de Bandar Jissah, tandis que les Français ne bougent pas, laissant le sultan aux prises avec le Royaume-Uni, leur faisant ainsi perdre une nouvelle bataille dans le golfe Persique. Notons cependant que pour ménager les Français dans le cadre de l'Entente Cordiale, Londres permet à Paris d'installer un dépôt à côté du leur, à Mascate.

#### Affaire des boutres francisés (1899-1905)
À partir des années 1840, dans l'optique de mieux contrôler les bateaux et récolter les taxes, la France décide d'attribuer des autorisations de navigation à des navires des sujets du sultan. Cependant, ces bateaux battent à partir de ce moment pavillon français, et se multiplient dans les décennies suivantes, au risque de mécontenter les britanniques, qui protestent auprès de Paris à partir de novembre 1891, d'autant plus que Paul Ottavi estimait que ses bateaux étaient sous la protection de la République,.
Après de nombreuses tractations diplomatiques qui n'aboutissent à rien, et plongé dans l'affaire du dépôt de charbon, le sultan reçoit en février 1899 un ultimatum britannique à exécuter dans les quarante-huit heures lui intimant de suivre les ordres du gouvernement de Sa Majesté, au risque de voir la subvention britannique suspendue. En conséquence, la France n'ayant pas plus réagi qu'après la crise de Bandar Jissah, Faïsal décide d'intervenir en personne afin de mettre fin à ce privilège, en forçant les propriétaires des bateaux à promettre de rendre leurs permis français lors d'une visite à Sour en juin 1900, immédiatement suivi d'un édit interdisant à ses sujets de battre pavillon étranger.
En réaction, la France envoie le Catinat à Mascate en novembre 1900, forçant le sultan à restituer les permis qu'il avait confisqué en juin, et à promettre que les boutres francisés ne seraient plus poursuivis. Après divers incidents, les deux parties se retrouvent devant la Cour de justice internationale de La Haye, qui proclame l'interdiction aux pays européens de donner l'autorisation aux bateaux omanais d'utiliser leur drapeau, sauf pour les boutres francisés ayant obtenu leur permis avant 1863. En 1921, selon le consul français de Bombay, René Vadala, estime qu'il ne reste que cinq ou six navires omanais avec drapeau français entre le golfe Persique et les Indes.

### Épilogue: retrait français (1905-1920)

#### Perte considérable d'influence
Après le départ de Paul Ottavi obtenu en 1901 par les Anglais, la reine Victoria le surnommant "le petit Corse fauteur de troubles", associé à l'échec français lors de l'affaire des boutres francisés en 1905, la France voit son influence se réduire considérablement, accentué par l'établissement de l'Entente cordiale en 1904.

#### Une dernière rivalité en Oman: affaire du commerce d'armes (1912-1914)
En 1912, alors que Mascate était une plaque tournante du commerce d'armes, deux commerçants français, Louis Dieu et Goguyer (maison Parent) voient leurs marchandises saisies, en violation du traité de 1844. Peu importante politiquement, cette affaire dure cependant jusqu'en 1914, qui voit le remboursement des marchandises par la Grande-Bretagne, ainsi qu'un abandon de la France des privilèges accordés par le traité de 1844 et la

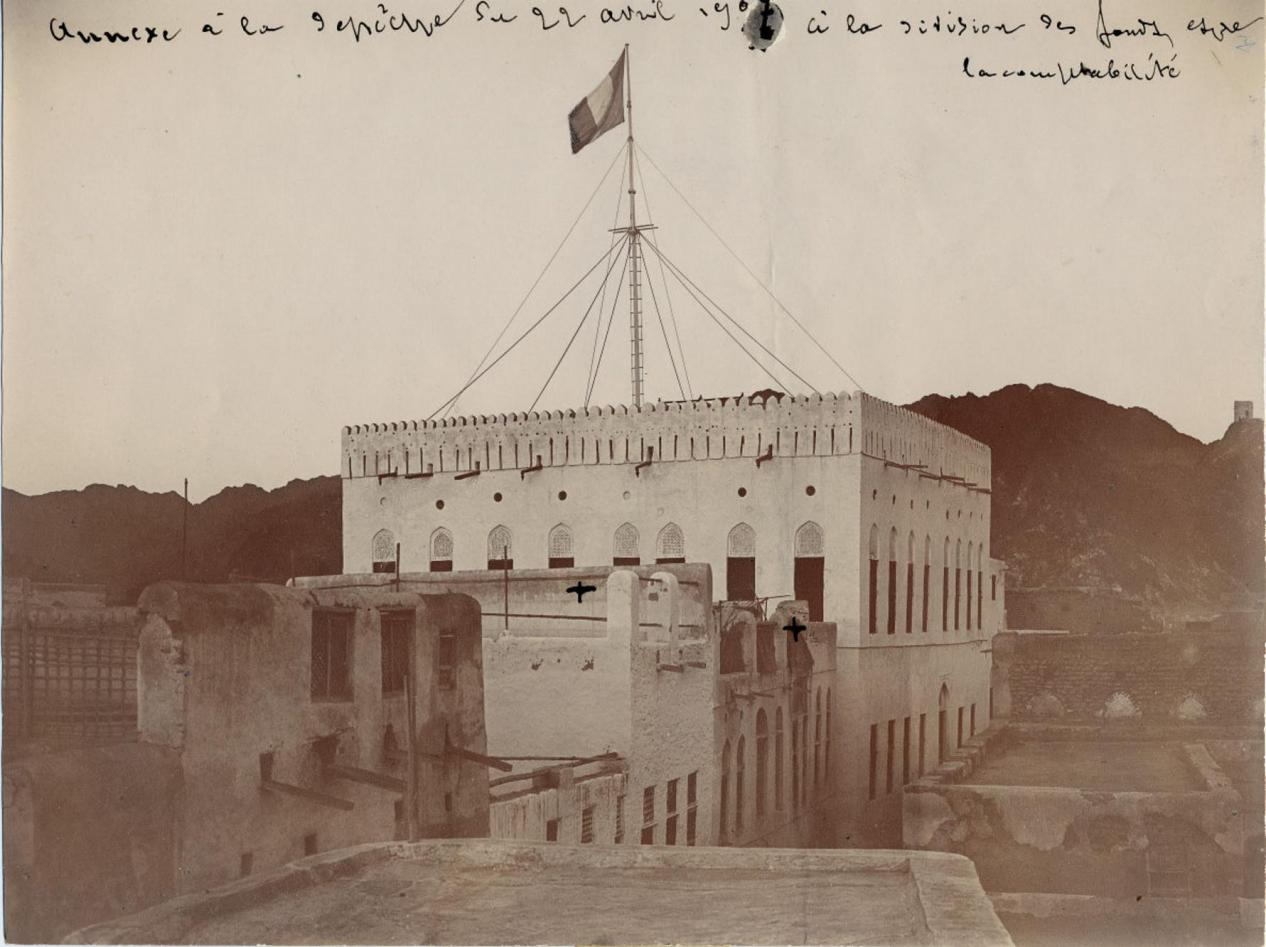
Beit Fransa en 1907 (devenu un musée ensuite)

convention de 1862.

#### Fermeture du consulat (1920)
Le consulat, n'ayant plus d'importance, les rivalités coloniales entre Français et Britanniques ayant pris fin, ferme en 1920 et transfère ses compétences au consulat de Bombay.

## Le retour d'une représentation française (1970-)

### Reprise de relations après l'accession au trône de Qaboos ibn Saïd (1970-1974)

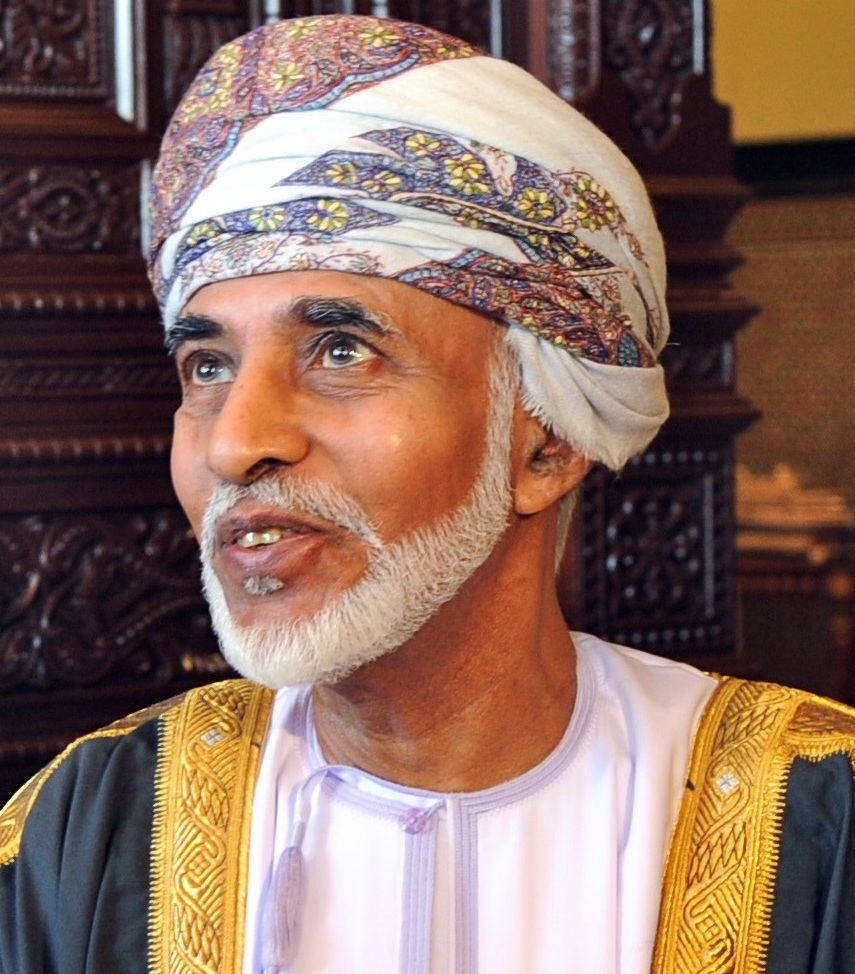
Qaboos ibn Saïd

En juillet 1970, Qabus ibn Saïd renverse son père, Saïd ibn Taïmour, lors d'un bref coup d'État, et va s'atteler à moderniser son pays, mais aussi à rétablir des relations diplomatiques, Mascate n'étant lié qu'à Londres, Washington et New Dehli. En 1972, les relations sont officiellement rétablies entre les deux États, et le nouveau sultan se rend à Paris un an plus tard, reçu par Georges Pompidou en septembre 1973, afin de parler notamment échanges économiques et envoi de représentants,,. Cet envoi de représentant se concrétise par la nomination de Abdelmejid Kebaili comme ambassadeur français à Mascate en janvier 1974, et l'arrivée d'un ambassadeur omanais, Kamal M. Agras, à Paris en juillet 1974,,.

### Accroissement des relations franco-omanaises sous Giscard d'Estaing (1974-1981)
Toujours en 1974, les relations entre les deux États se renforcent avec la réception par Valéry Giscard d'Estaing de Qabus ibn Saïd en décembre 1974, les deux chefs d'État ayant échangé à propos de relations économiques, même si la France aurait soutenu, selon un soutien des révolutionnaires, militairement le sultanat d'Oman dans le cadre de la guerre du Dhofar.
D'un point de vue culturel, un centre pour l'enseignement du français, associé à une bibliothèque et une cinémathèque est ouvert en 1975 à Mascate, tandis que le Français peut désormais être appris comme langue secondaire dans le système éducatif omanais. Dans le même temps, une école française est créée à Mascate pour les familles francophones du Sultanat. Oman a également participé à divers évènements culturels en France.
Les relations entre les deux États se concrétisent aussi d'un point de vue technique, notamment dans le domaine de l'hydrogéologie, avec l'envoi par la France de quatre hydrologues en Oman, terre réputée pour la difficulté à maîtriser l'eau pour l'agriculture. La France a également envoyé deux médecins auprès de la population omanaise, accueillis favorablement, ainsi que deux experts dans le développement économique et dans l'éducation.

### Ère Mitterrand et première visite d'un président Français en Oman (1981-1995)
Le second mandat de François Mitterrand voit la première réception d'un souverain omanais sur les terres françaises, lorsque le sultan Qaboos se rend en France pour une visite de quatre jours en 1989, qui se conclut sur un accord militaire. Cet accord a pour visée la vente d'équipements militaires français pour l'armée omanaise, la France étant grande exportatrice d'armes : en 1988, elle serait restée troisième exportateur d'armes, selon l'Institut suédois de la recherche pour la paix.
Mitterrand se rend aussi à Mascate en janvier 1992, dans l'optique de discuter hydrocarbures et stabilité du golfe Persique, un an après la libération du Koweït,. Cette visite s'inscrit également dans la volonté du Sultanat d'attirer les entreprises françaises, en quête de diversifier son économie, ultra-dépendante du pétrole, mais aussi dans l'optique de créer 100 000 emplois d'ici 1995, le Sultanat connaissant une croissance démographique importante. Enfin, c'est durant ce voyage que François Mitterrand et Qabus ibn Saïd inaugurent le musée franco-omanais, situé dans l'ancienne maison "Beit Fransa" du consul de France avant 1920,.

### Multiplication des visites (1995-)
L'après Mitterrand voit une multiplication de visites d'élus français ou de dignitaires omanais, même si les réceptions de Chef d'État se font plus rares. En effet, le sultan Qaboos ne refait qu'un voyage en France en 2003 où il est reçu par Jacques Chirac. Le deuxième Chef d'État français à se rendre dans le Sultanat n'intervient qu'en 2009 lorsque Nicolas Sarkozy se rend dans trois monarchies du golfe Persique, dont l'Oman, dans l'objectif de renforcer l'influence française, barrée par l'influence des États-Unis, mais aussi de parler de sujets sensibles tel que l'Iran,. La dernière visite omanaise en France est celle de Youssef Bin Alawi en 2018, tandis que le dernier ministre français à avoir été accueilli en Oman est Jean-Yves le Drian, en 2022.

## Échanges actuels

### Échanges économiques[92]
En 2021, les échanges économiques étaient de 308 millions d'euros, soit une progression de 11,1 %, permise par l'accroissement des importations françaises en provenance du Sultanat. En effet, alors que la balance commerciale était traditionnellement en faveur des Français, elle a été pour la première fois en faveur d'Oman, en grande partie à cause de la forte baisse des exportations françaises (-41,2 %). Celles-ci sont majoritairement des produits industriels, pour la plupart de moyenne ou haute technologie, comme les machines industrielles et agricoles (26 millions d'euros, baisse de 54,6 %), les produits pharmaceutiques (20 millions, -13,9 %) et les produits chimiques (16 millions, -67,6 %).
La France est en 2021 le trente-deuxième fournisseur du Sultanat, à hauteur de 0,5 % (contre 2,4 % en 2002), même si de nombreuses entreprises françaises sont implantées en Oman, notamment dans le secteur énergétique, comme Engie ou Total Énergies.

### Coopérations culturelles, scientifiques et techniques[91]
De par son histoire, la France est présente via le musée franco-omanais, mais on retrouve aussi à Mascate un lycée (Lycée Français de Mascate), ainsi qu'un centre franco-omanais établi en 1975.